# Punta Umbría
Punta Umbría è un comune spagnolo di 12 266 abitanti situato nella comunità autonoma dell'Andalusia.

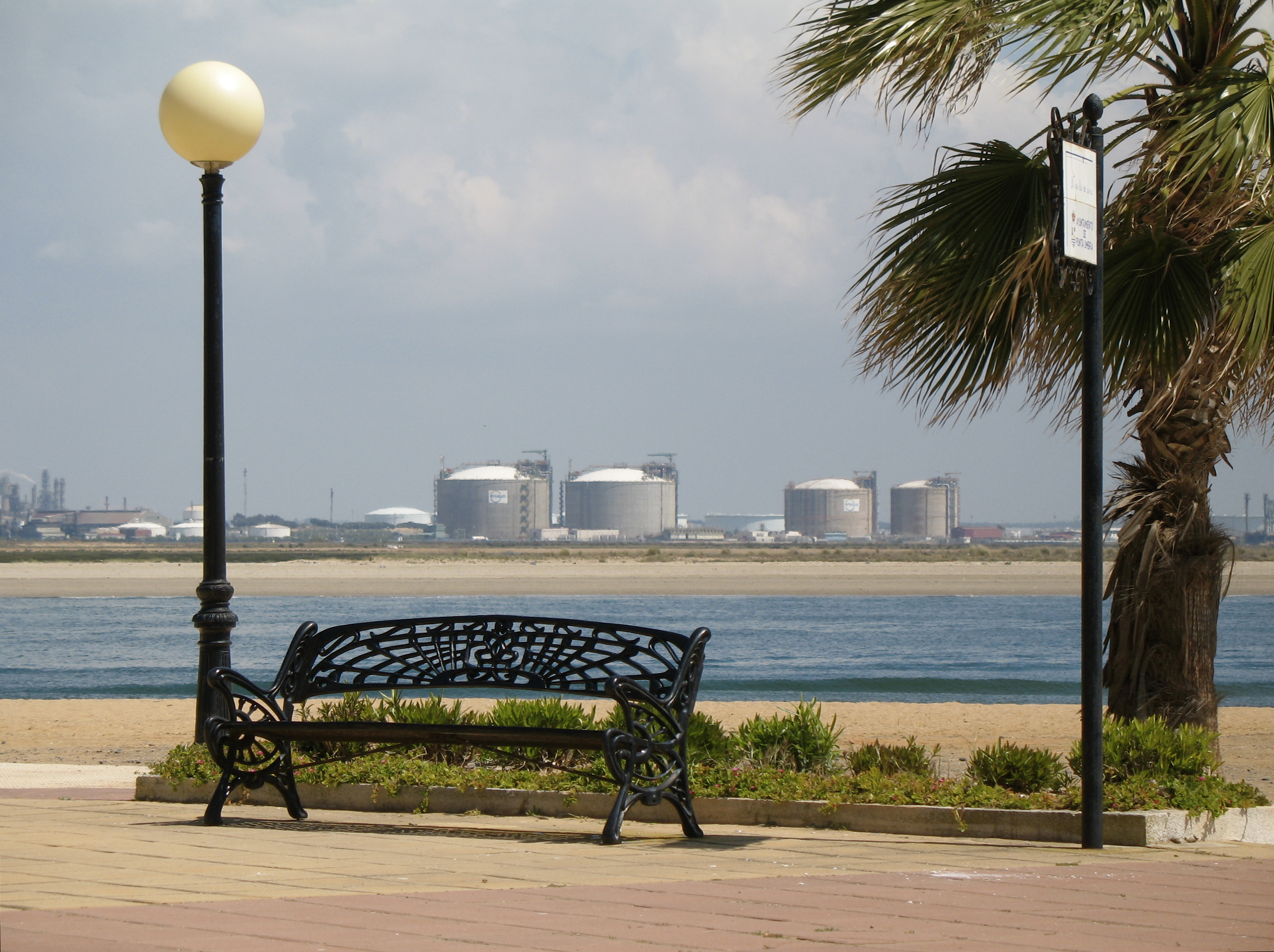
Il Río Odiel e la zona industriale di Huelva, visti da Punta Umbría